# Hang
Lo hang è uno strumento musicale idiofono in metallo creato in Svizzera dalla PANArt e prodotto dal 2000.
Viene suonato con il polso, il palmo e le dita delle mani. La parola hang, nel dialetto di Berna, indica la mano.
Generalmente viene suonato tenendolo appoggiato sulle ginocchia; talvolta può anche essere utilizzato un supporto.

## Storia
Lo hang è il frutto dell'esperienza e della ricerca di due artigiani di Berna, Felix Rohner e Sabina Schärer, che già negli anni novanta producevano steelpan e studiavano le percussioni etniche di varie parti del mondo. 
Nel 2000 hanno messo a punto il primo modello di hang, presentato l'anno successivo alla fiera musicale di Francoforte. Il suono dell'hang è metallico ma, rispetto allo steel pan, risulta essere più caldo e leggero. 
Nel corso degli anni si sono succedute almeno tre "generazioni" di strumenti che hanno apportato numerose modifiche rispetto ai primi modelli.
|  |  |  |
|  |  |  |

## Descrizione
Lo hang è composto da due semisfere appiattite in acciaio temprato che, unite, gli conferiscono la tipica forma lenticolare. Ha un diametro di 53 cm ed un'altezza di 24 cm. 
Nella parte superiore troviamo una protuberanza centrale e sette piccole cavità laterali; la parte inferiore è liscia con un'apertura al centro. Queste sette cavità sono frutto del lavoro dell'artigiano che produce una scala intonata ad una nota diversa per ogni strumento; qualora la nota di riferimento dovesse essere la stessa, la scala sarà diversa.
Essendo strumenti numerati in serie, la loro peculiarità sta nel fatto che ogni scala non ha una sequenza fissa ma ognuno avrà una scala musicale che differisce da tutti gli altri. 

## Varianti

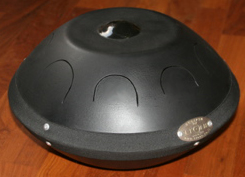
Uno steel tongue drum.

Nel corso degli ultimi anni sono nate altre imprese artigiane che producono strumenti simili allo hang, alcuni di questi non differiscono sensibilmente, a livello di suono e materiale, da quest'ultimo. Dal momento che hang è un marchio registrato, questi strumenti vengono chiamati con il nome generico di handpan.
I più noti sono il Bellart BElls, prodotto in Spagna, il Caisa, prodotto in Germania, lo Halo, prodotto negli Stati Uniti,lo Spacedrum, prodotto in Francia, lo SpB, prodotto in Russia e Il disco armonico  prodotto in Italia. 
Alcuni, come lo steel tongue drum, pur essendo dichiaratamente ispirati allo hang, hanno una modalità completamente diversa di produzione dei diversi suoni (attraverso "lingue metalliche" ricavate nella calotta).